# Hemitriccus mirandae
El titirijí de Miranda o mosqueta de pecho moteado (Hemitriccus mirandae), es una especie de ave paseriforme de la familia Tyrannidae perteneciente al numeroso género Hemitriccus. Es endémico del noreste de Brasil.

## Distribución y hábitat
Se distribuye localmente en el noreste de Brasil, en cadenas montañosas bajas aisladas en el norte de Ceará, Paraíba, Pernambuco y Alagoas.
Esta especie es considerada poco común y local en sus hábitats naturales: el estrato medio y bajo de bosques semi-húmedos y secos remanentes de la Mata Atlántica montana, entre los 700 y 1000 m de altitud, prefiriendo concentraciones de altas palmas Orbignya.

## Estado de conservación
El titirijí de Miranda ha sido calificado como vulnerable por la Unión Internacional para la Conservación de la Naturaleza (IUCN) debido a la combinación de un rápido y continuo declinio de su hábitat, una pequeña población, estimada entre 1500 y 7000 individuos maduros y una zona de distribución pequeña, disjunta y severamente fragmentada.

## Descripción
Mide 10 cm de longitud. El plumaje del dorso es de color oliváceo; las alas y la cola son negruzcas con flecos oliva a amarillentos; las terciarias presentan bordes notorios de color crema a blancuzco, así como el vientre y las coberteras infracaudales. Tiene mejillas color amarillo ante con el área ocular más oscura; el iris es de color canela.

## Alimentación
Se alimenta de insectos y otros invertebrados. Busca alimento a una altura de entre 1,5 y 10 m de altura del suelo, preferentemente entre los 2 y 5 m.

## Sistemática

### Descripción original
La especie H. mirandae fue descrita por primera vez por la ornitóloga germano – brasileña Maria Emilie Snethlage en 1925 bajo el nombre científico Todirostrum mirandae; su localidad tipo es: «Serra de Ibiapaba, 800 m, Ceará, Brasil».

### Etimología
El nombre genérico masculino «Hemitriccus» se compone de las palabras del griego « ἡμι hēmi» que significa ‘pequeño’, y « τρικκος trikkos»: pequeño pájaro no identificado; en ornitología, «triccus» significa «atrapamoscas tirano»; y el nombre de la especie «mirandae», conmemora al naturalista brasileño Alípio de Miranda Ribeiro
(1874–1939).

### Taxonomía
Anteriormente estuvo incluida en el ahora obsoleto género Idioptilon junto a otras especies del presente género. Ya fue considerada conespecífica con Hemitriccus kaempferi. Es monotípica.